# Soroll pseudoaleatori

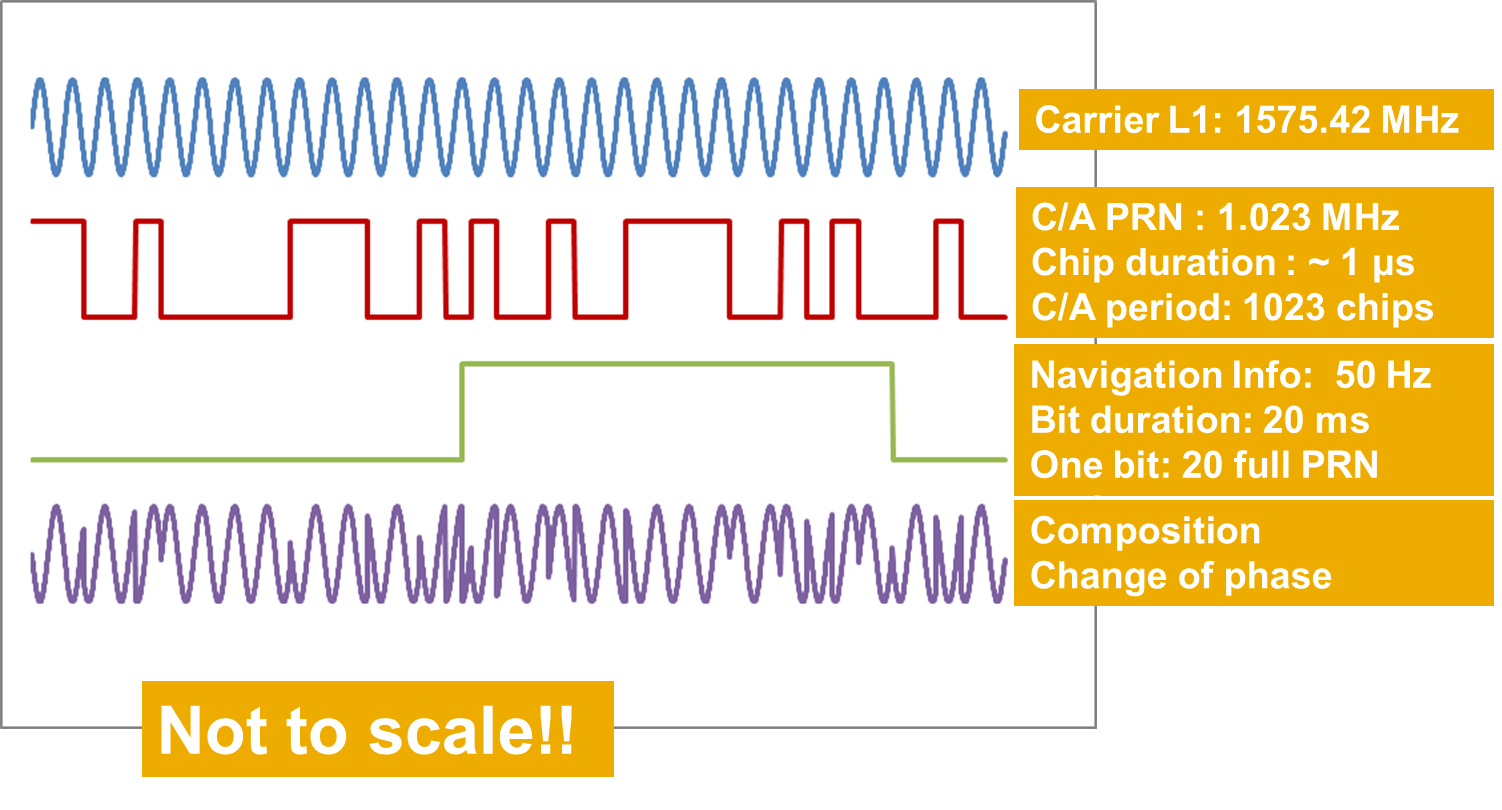
Els senyals GPS es componen d'un portador, soroll pseudoaleatori i dades de navegació (eixos de temps no a escala!).

En criptografia, el soroll pseudoaleatori (PRN) és un senyal similar al soroll que satisfà una o més de les proves estàndard d'aleatorietat estadística. Encara que sembla que no té cap patró definit, el soroll pseudoaleatori consisteix en una seqüència determinista de polsos que es repetirà després del seu període.
En els dispositius criptogràfics, el patró de soroll pseudoaleatori està determinat per una clau i el període de repetició pot ser molt llarg, fins i tot milions de dígits.
El soroll pseudo-aleatori s'utilitza en alguns instruments musicals electrònics, ja sigui per si mateix o com a entrada per a la síntesi subtractiva, i en moltes màquines de soroll blanc.
En els sistemes d'espectre expandit, el receptor correlaciona un senyal generat localment amb el senyal rebut. Aquests sistemes d'espectre expandit requereixen un conjunt d'un o més "codis" o "seqüències" de manera que
- Igual que el soroll aleatori, la seqüència local té una correlació molt baixa amb qualsevol altra seqüència del conjunt, o amb la mateixa seqüència a un desplaçament temporal significativament diferent, o amb interferències de banda estreta o amb soroll tèrmic.
- A diferència del soroll aleatori, ha de ser fàcil generar exactament la mateixa seqüència tant al transmissor com al receptor, de manera que la seqüència generada localment del receptor té una correlació molt alta amb la seqüència transmesa.

En un sistema d'espectre expandit de seqüència directa, cada bit de la seqüència binària pseudoaleatoria es coneix com a xip i la inversa del seu període com a velocitat de xip; compareu la velocitat de bits i la velocitat de símbols.
En una seqüència d'espectre estesa de salt de freqüència, cada valor de la seqüència pseudoaleatoria es coneix com a número de canal i la inversa del seu període com a velocitat de salt. La part 15 de la FCC exigeix almenys 50 canals diferents i almenys un salt de 2.5 Hz per a sistemes de salt de freqüència de banda estreta.
Els satèl·lits GPS transmeten dades a una velocitat de 50 bits de dades per segon – cada satèl·lit modula les seves dades amb un flux de bits PN a 1,023 milions de xips per segon i les mateixes dades amb un altre flux de bits PN a 10,23 milions de xips per segon. Els receptors GPS correlacionen el flux de bits PN rebut amb una referència local per mesurar la distància. El GPS és un sistema només de recepció que utilitza mesures de temps relatius de diversos satèl·lits (i les posicions conegudes dels satèl·lits) per determinar la posició del receptor.
Altres aplicacions de cerca de distància impliquen transmissions bidireccionals. Una estació local genera una seqüència de bits pseudoaleatoria i la transmet a la ubicació remota (utilitzant qualsevol tècnica de modulació). Algun objecte a la ubicació remota fa ressò d'aquest senyal PN a l'estació de localització – ja sigui de manera passiva, com en alguns tipus de sistemes de radar i sonar, o utilitzant un transponder actiu a la ubicació remota, com en el sistema de banda S Apollo Unified. En correlacionar una (versió retardada) el senyal transmès amb el senyal rebut, es pot determinar un temps precís d'anada i tornada a la ubicació remota i, per tant, la distància.

## Codi PN
Un codi pseudo-soroll (codi PN) o codi pseudo-soroll aleatori (codi PRN) és aquell que té un espectre semblant a una seqüència aleatòria de bits però que es genera de manera determinista. Les seqüències més utilitzades en sistemes d'espectre expandit de seqüència directa són les seqüències de longitud màxima, els codis d'or, els codis Kasami i els codis de Barker.